# قصة شبح
قصة شبح (بالإنجليزية: A Ghost Story)‏ هو فيلم دراما خارق للطبيعة أمريكي من تأليف وإخراج ديفيد لوري وبطولة كيسي أفليك، روني مارا، ويل أولدهام وكشا. صدر الفيلم في الولايات المتحدة في 7 يوليو 2017.

## وصلات خارجية
- قصة شبح على موقع IMDb (الإنجليزية)
- قصة شبح على موقع ميتاكريتيك (الإنجليزية)
- قصة شبح على موقع روتن توميتوز (الإنجليزية)
- قصة شبح على موقع قاعدة بيانات الأفلام العربية
- قصة شبح على موقع ألو سيني (الفرنسية)
- قصة شبح على موقع Turner Classic Movies (الإنجليزية)
- قصة شبح على موقع أول موفي (الإنجليزية)
- قصة شبح على موقع بوكس أوفيس موجو (الإنجليزية)
- قصة شبح على موقع فيلمافينيتي (الإسبانية)
- قصة شبح على موقع قاعدة بيانات الفيلم (الإنجليزية)